# نوربيرت بالوغ
نوربيرت بالوغ (بالمجرية: Balogh Norbert) (21 فبراير 1996 في المجر - ) هو لاعب كرة قدم مجري في مركز الهجوم. شارك مع منتخب المجر تحت 17 سنة لكرة القدم ومنتخب المجر تحت 19 سنة لكرة القدم ومنتخب المجر تحت 21 سنة لكرة القدم. أما مع النوادي، فقد لعب مع نادي باليرمو ونادي دبرتسني وLétavértes SC '97 ‏.

## وصلات خارجية
- نوربيرت بالوغ على موقع الاتحاد الأوربي (الإنجليزية)
- نوربيرت بالوغ على موقع اتحاد المجر (الهنغارية)
- نوربيرت بالوغ على موقع قاعدة بيانات كرة القدم.إي يو (الإنجليزية)
- نوربيرت بالوغ على موقع ناشيونال فوتبول تيمز (الإنجليزية)
- نوربيرت بالوغ على موقع Soccerway.com (الإنجليزية)
- نوربيرت بالوغ على موقع AS.com (الإسبانية)